# Luís Tomás, Conde de Soissons
Luís Tomás, Conde de Soissons (em francês:  Louis-Thomas de Savoie-Carignan; 15 de dezembro de 1657 — 14 de agosto de 1702) foi Conde de Soissons e Príncipe de Saboia. Ele foi morto no Cerco de Landau durante a Guerra da Sucessão Espanhola. Houve uma especulação de que ele era um filho ilegítimo de Luís XIV.

## Casamento e descendência
Casou com Uranie de la Cropte em 12 de outubro de 1680. Tiveram seis filhos:
1. Princesa Maria Ana Vitória de Saboia (1683–1763), Mademoiselle de Soissons; casou com José de Saxe-Hildburghausen, Duque da Saxônia, sem descendência.
2. Luís Tomás de Saboia (1685–1695), morreu jovem.
3. Teresa Ana Luísa de Saboia (1686–1736), nunca se casou.
4. Príncipe Emanuel Tomás, Conde de Soissons (1687–1729), casou com Maria Teresa de Liechtenstein, com descendência.
5. Maurício de Saboia (1690–1710)
6. Eugénio de Saboia (1692–1712)